# ديفيد باين
ديفيد باين (بالإنجليزية: David Payne)‏ (25 أبريل 1947 في المملكة المتحدة - ) هو مدرب كرة قدم ولاعب كرة قدم بريطاني في مركز الدفاع. شارك مع منتخب إنجلترا تحت 21 سنة لكرة القدم ومنتخب المملكة المتحدة تحت 23 سنة لكرة القدم. أما مع النوادي، فقد لعب مع كريستال بالاس ونادي ليتون أورينت.

## وصلات خارجية
- ديفيد باين على موقع قاعدة بيانات كرة القدم.إي يو (الإنجليزية)